# Armistice de Moudros
 (octobre 2019).
Si vous disposez d'ouvrages ou d'articles de référence ou si vous connaissez des sites web de qualité traitant du thème abordé ici, merci de compléter l'article en donnant les références utiles à sa vérifiabilité et en les liant à la section « Notes et références ».
L’armistice de Moudros est l'armistice conclu à l'issue de la Première Guerre mondiale entre l'Empire ottoman et les Alliés. Il est signé dans le port de Moudros situé sur l’île grecque de Lemnos le 30 octobre 1918. L’amiral britannique Somerset Gough-Calthorpe en est le signataire en tant que représentant des Puissances Alliées.
La suspension des hostilités met un terme à la guerre au Proche-Orient. L'Empire ottoman est réduit à l'Anatolie et renonce à toute présence militaire au Hedjaz, au Yémen, en Syrie, en Mésopotamie, Tripolitaine et en Cyrénaïque. Le ministre de la Guerre ottoman, Enver Pacha, l'un des trois hommes forts aux commandes de l'Empire ottoman depuis le coup d’État sanglant du 23 janvier 1913, censure les informations sur la gravité de la situation. La population ottomane demeure donc dans l'illusion d'une possible victoire.
Selon les conditions de l’armistice, les Alliés peuvent occuper les détroits des Dardanelles et du Bosphore, Batoumi et les tunnels des monts Taurus. Le droit est reconnu aux vainqueurs, à titre de gage et pour prévenir tout désordre, d’occuper six provinces arméniennes dans le nord-est de l’Anatolie. L’armée ottomane est démobilisée. Dans le Caucase, les unités ottomanes se retirent des positions occupées depuis le traité de Brest-Litovsk : Batoumi, Kars, Ardahan et l'Azerbaïdjan.

## Contexte

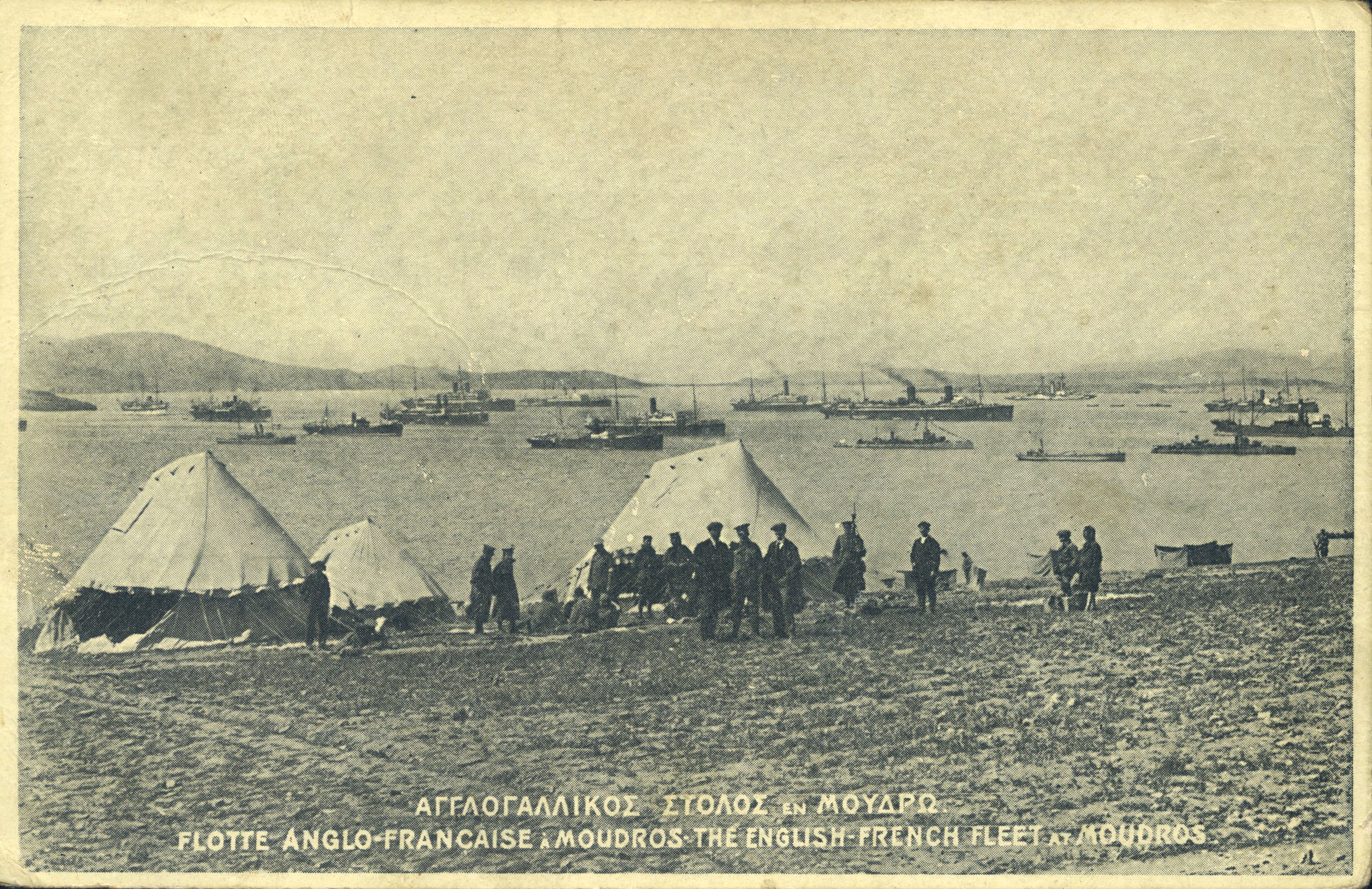
Flotte Anglo-Français à Moúdros

Au cours de 1918, le tour pris par les événements au Sud-Est de l'Europe ruine les espoirs du gouvernement ottoman. L’expédition de Salonique, connue aussi sous l'appellation « Front de Macédoine », avait été relativement inactive depuis l’année 1916. En septembre 1918, les forces alliées, commandées par Louis Franchet d'Espèrey, lancent une offensive surprise, qui se solde par une victoire éclatante. L’armée bulgare est vaincue, et le pays se voit obligé de demander la fin des combats à l'armistice de Thessalonique, au détriment des intérêts de l'Autriche-Hongrie et de l'Empire ottoman. L'Allemagne, bien qu'elle ait vaincu la Russie, doit faire face à la montée en puissance de l'engagement américain sur le front de l'Ouest et n’a plus de troupes pour venir en appui aux Austro-Hongrois et Ottomans au Sud-Est de l'Europe. De plus, la défection des Bulgares force les Ottomans à assurer la défense de Constantinople face à une probable attaque terrestre à partir du territoire européen.
En septembre 1918, le premier ministre ottoman, Talaat Pacha, se rend à Berlin et à Sofia. Au retour, il comprend que l’Empire ottoman est vaincu. Soucieux d'éviter des conditions de paix trop dures, il convainc ses partisans de renoncer rapidement à la poursuite de la guerre. Il fonde des espoirs sur les États-Unis, qui ne sont pas en guerre avec l’Empire ottoman, et envisage d’obtenir le bénéfice des Quatorze Points du président américain, Woodrow Wilson. Les Américains ne donnent pas suite à un premier contact puisque les Britanniques n'avaient pas répondu à une lettre sur le sujet. Le 13 octobre 1918, Talaat et son ministère démissionnent. Ahmed Izzet Pacha lui succède et, deux jours plus tard, dépêche un prisonnier de guerre britannique, le général Charles Townshend, auprès des Alliés pour recueillir les conditions d’un armistice.

## Négociations
Le cabinet britannique, en recevant la nouvelle, est embarrassé à l'idée de définir un accord. Selon le pacte allié, le premier membre qui est approché pour un armistice dirige les négociations. Le gouvernement britannique interprète donc le pacte comme lui donnant le droit de mener les négociations seul. Il reste obscur si la décision britannique est une interprétation sincère des termes de l'alliance, si elle reflète la peur que les Français imposeraient des exigences trop sévères ou si elle cache le désir de priver les Français des buts de guerre qui leur ont été promis en 1916 dans les accords Sykes-Picot. Townshend indique aussi que les Ottomans préfèrent conclure un pacte avec les Britanniques, qui ne savent rien du contact précédent des Ottomans avec les Américains ou de l'envoi par Talaat d'un émissaire aux Français en parallèle. Le cabinet britannique octroie des pouvoirs spéciaux à Somerset Gough-Calthorpe pour qu'il négocie et exclut explicitement les Français de l'accord. Il est aussi suggéré que l'amiral recherche un armistice et non un traité de paix définitif, en considérant que ce dernier exigerait l'approbation de toutes les nations alliées et prendrait trop de temps.
Les négociations commencent le samedi 27 octobre à bord du HMS Agamemnon, navire de guerre britannique. Les Britanniques refusent la participation du vice-amiral français Jean-François-Charles Amet, l'officier naval le plus haut gradé de la région, en passant outre au fait qu'il ait demandé à y participer. La délégation ottomane, présidée par le ministre de la Marine Rauf Orbay, n’y apporte pas d'objections puisqu'elle n'est accréditée qu'auprès des Britanniques.
Les deux puissances ignorent que chacune veut signer l'armistice et qu'elles sont donc prêtes à en négocier des concessions afin d'y parvenir. La délégation britannique présente une liste de 24 doléances, mais toutes sont négociables sauf celles concernant l'occupation des forts des Dardanelles et le libre passage à travers le Bosphore. En effet, les Britanniques souhaitent avoir accès à la mer Noire et à la côte roumaine. Le Premier ministre britannique, David Lloyd George, espère aussi atteindre un accord rapide avant que les États-Unis ne puissent se mêler aux négociations : selon le journal de Maurice Hankey : « [Lloyd George] méprise aussi le président Wilson et souhaite accorder le partage de la Turquie entre la France, l'Italie et la Grande-Bretagne avant de consulter les Américains. Il pense aussi que cela attirerait moins l'attention sur nos énormes gains territoriaux si nous obtenions bien notre part des territoires turcs et laissions pour plus tard la question des colonies allemandes ».
Les Ottomans pensent que la guerre est perdue et sont disposés à accepter bien des exigences qui leur seraient formulées. Le brouillon initial présenté par les Britanniques est donc accepté sans souffrir de grands changements. Les Ottomans ignorent qu'ils auraient pu négocier la presque totalité des clauses, et les Britanniques ignorent qu'ils auraient pu réclamer encore davantage.
L'armistice est cependant très favorable aux Britanniques et reste une capitulation sans conditions. Les Ottomans cèdent même sur une clause particulièrement vague, qui laisse le droit des Alliés d'occuper « en cas de désordre » le territoire ottoman. De leur côté, les Français se sont sentis offensés, et le président du Conseil, Georges Clemenceau, reproche aux Britanniques d'avoir pris des décisions aussi importantes unilatéralement. Lloyd George réplique que les Français ont conclu, de la même manière, un armistice à Thessalonique qui est négocié par le général français d'Espèrey alors même que le Royaume-Uni (avec la Russie tsariste) avait supporté la majeure partie de l'effort de guerre dans les campagnes contre les Ottomans. Les Français décident d'abandonner le sujet.
Toutefois, une appréciation biaisée des termes de l'armistice demeure dans l’opinion publique ottomane, qui les perçoit comme beaucoup plus indulgents qu'ils ne le sont. Cela devient une source de mécontentement croissant à l'égard des Alliés à cause d'une présentation par trop édulcorée et donc trompeuse de ses termes et nourrit une réaction nationale pendant la guerre d'indépendance turque.

## Résultats
Pendant un certain temps, l'armistice met fin aux hostilités entre les Alliés et les Ottomans. Cependant, des interventions italiennes et grecques en Anatolie, au motif de « rétablir l'ordre », conduisent rapidement à une partition effective du pays. Le traité de Sèvres divise officiellement l'Empire ottoman en zones d'influence en 1920. Cependant, la guerre d'indépendance turque (1919-1923) en entraîne la révision à l'initiative de la résistance nationale turque, qui prend le contrôle de l'ensemble de la péninsule anatolienne.
La fin des possessions ottomanes de Syrie, Palestine et Arabie prévue au traité de Sèvres est confirmée, et les frontières de la Turquie sont revues (le traité de Lausanne de 1923, le cas particulier du sandjak d'Alexandrette étant réglé entre la France et la Turquie en 1938).